# 富士通サッカー部
富士通サッカー部（ふじつうサッカーぶ）は、かつて存在した日本のサッカークラブ。富士通のサッカー部として1955年に創部し、1996年に「富士通川崎フットボールクラブ」へ改称した。呼称は「富士通」。日本プロサッカーリーグ（Jリーグ）所属の川崎フロンターレの前身となったクラブである。

## 歴史

### 創立・JSL時代
富士通サッカー部は中原区の国鉄（現:東日本旅客鉄道）南武線武蔵中原駅前にある富士通 川崎工場の従業員を中心した同好会として設立され、1960年代から徐々に強化を進めた結果、1967年の関東サッカーリーグ発足時のオリジナルメンバーとなった。1972年に日本サッカーリーグ(JSL)2部に昇格し、1976年にはGKで主将を務めた小浜誠二の活躍もあってJSL2部で優勝、ホーム&アウェー方式の入替戦で同シーズン1部最下位のトヨタ自動車工業サッカー部に1分1敗で敗れ一旦は1部昇格を逃したものの、その後1部7位だった永大サッカー部の活動休止が決まったことにより翌シーズンから1部に昇格した。しかし2シーズン後には2部に降格し、その後はJSL2部での活動が続いた。この1部昇格時を含む1973年から1991年は八重樫茂生が監督または総監督を務め（中断期を含む）、富士通サッカー部の基礎を築いた。
1988年/89年シーズンには元中国代表の沈祥福が北京足球倶楽部から入団し、以後は日本サッカーでは珍しく中国色の強いクラブへと変化した。

### JFL
富士通はJリーグとしてのトップリーグのプロ化には参加せず、1992年からは企業内チームのままジャパンフットボールリーグ（旧JFL）へ参加。同年に現役を引退した沈が1994年にコーチから監督へ昇格し、魏克興など他の中国人選手の活躍もあって、他チームのプロ化が進む旧JFLで中位の維持に貢献した。1995年には専修大学から源平貴久が入団し、開幕戦の東芝堀川町サッカー部戦 での2ゴールで華々しいデビューを飾り、シーズン終了までにチーム内最多の8得点を決めたが、チームは旧JFLで最低の12位へ後退した。シーズン終了後に沈は監督を辞任し、他の選手と共に中国へ帰国した。同年には11シーズンにわたって活躍した岩渕弘幹が現役を引退した。
沈が監督を辞任して中国へ帰国し、1983年から1988/89年シーズンまで富士通サッカー部の選手だった城福浩が監督となった1996年シーズンにクラブは「富士通川崎フットボールクラブ」へ改称した。守備の中核としてジュビロ磐田からパウスを迎え、攻撃ではナイジェリア出身の新FWムタイルが期待された。シーズン序盤にはブランメル仙台からブラジル人MFのエンリケを獲得して更なる戦力強化を図り、ムタイルはチーム得点王の11ゴールを挙げて同年のJFLオールスター戦にも出場したが、最終順位は3ランクアップの9位に終わり、中位圏からの躍進はできなかった。

### フロンターレへの移行
一方、運営面では大きな変革を迎えていた。既述通り、1996年3月の旧JFL開幕時に富士通サッカー部は企業登録のまま、「川崎」の名称を加え、従来は大和市の大和市営大和スポーツセンター競技場や厚木市にある厚木市荻野運動公園競技場での開催が多かった旧JFLの主催試合を市内の等々力陸上競技場で増やせるようになったが、その将来像はまだ明確ではなく、栃木県小山市などでは富士通の誘致を念頭に置いた「Jリーグクラブ招致活動」も行われていた。しかし、富士通は自らの手でサッカー部をプロ化し、川崎市をホームタウンとしてJリーグ参加を目指す事を決定し、10月17日に富士通本社から記者発表を行った。同月には同じ川崎市が本拠地だったJリーグクラブのヴェルディ川崎と等々力で公開練習試合を行って川崎市民への告知を行い、11月21日には「富士通川崎スポーツ・マネジメント株式会社」を設立してチームを法人化し、更にチーム名の公募も始めて、翌シーズンへの準備を進めた。城福監督やコーチ、それに選手の多くはアマチュアだったため、クラブのプロ化による大量の退団・社業専念が実施され、数人のプロ契約選手もムタイル以外は全員が退団した。
その変革の中で臨んだ天皇杯では、11月17日の3回戦でジェフユナイテッド市原を下し、初めて公式戦でJリーグクラブを倒してベスト16に進出した。4回戦は旧JFL閉幕後の12月23日に等々力で行われ、ガンバ大阪に1-3で敗れた富士通川崎サッカー部は歴史に一区切りを付けた。
なお、「富士通川崎サッカー部」なるクラブは、その後フロンターレに参加せず社業に専念する選手により別に作られ、現在神奈川県社会人サッカーリーグ3部リーグ（2013年） に所属している。

## 略歴
- 1955年 : 創部。
- 1967年 : 関東サッカーリーグ発足と同時に同リーグへ参加。
- 1972年 : 日本サッカーリーグ（JSL）2部へ昇格。
- 1977年 : JSL1部へ昇格。
- 1979年 : JSL2部へ降格。
- 1992年 : ジャパンフットボールリーグ（旧JFL）へ参加。
- 1996年 : 「富士通川崎フットボールクラブ」へ改称。
- 1997年 : 「川崎フロンターレ」へと組織を改編し、「富士通サッカー部」としては消滅。

## チーム成績・歴代監督
| 年度    | カテゴリ       | 順位 | 勝点 | 勝       | 分          | 敗       | 得点 | 失点 | 監督                             |
| ------- | -------------- | ---- | ---- | -------- | ----------- | -------- | ---- | ---- | -------------------------------- |
| 1967    | 関東           | 2位  | 18   | 9        | 0           | 5        | 33   | 13   | 野沢量一郎                       |
| 1968    | 関東           | 優勝 | 23   | 10       | 3           | 1        | 42   | 15   | 野沢量一郎                       |
| 1969    | 関東           | 3位  | 17   | 7        | 3           | 4        | 34   | 19   | 野沢量一郎                       |
| 1970    | 関東           | 4位  | 15   | 6        | 3           | 5        | 27   | 24   | 野沢量一郎                       |
| 1971    | 関東           | 4位  | 17   | 7        | 3           | 4        | 24   | 16   | 野沢量一郎                       |
| 1972    | JSL2部         | 4位  | 17   | 4        | 9           | 5        | 19   | 23   | 野沢量一郎                       |
| 1973    | JSL2部         | 4位  | 22   | 9        | 4           | 5        | 33   | 28   | 八重樫茂生 （総監督）、 赤坂健二 |
| 1974    | JSL2部         | 2位  | 22   | 9        | 4           | 5        | 32   | 19   | 八重樫茂生 （総監督）、 赤坂健二 |
| 1975    | JSL2部         | 3位  | 26   | 10       | 6           | 2        | 37   | 17   | 八重樫茂生 （総監督）、 赤坂健二 |
| 1976    | JSL2部         | 優勝 | 29   | 13       | 3           | 2        | 32   | 6    | 八重樫茂生 （総監督）、 赤坂健二 |
| 1977    | JSL1部         | 9位  | 20   | 3        | 2PK勝 4PK敗 | 9        | 18   | 38   | 八重樫茂生                       |
| 1978    | JSL1部         | 9位  | 17   | 3        | 1PK勝 3PK敗 | 11       | 14   | 29   | 八重樫茂生                       |
| 1979    | JSL2部         | 3位  | 47   | 11       | 0PK勝 3PK敗 | 4        | 29   | 18   | 八重樫茂生                       |
| 1980    | JSL2部         | 2位  | 25   | 10       | 5           | 3        | 25   | 12   | 八重樫茂生                       |
| 1981    | JSL2部         | 5位  | 21   | 10       | 1           | 7        | 31   | 27   | 八重樫茂生                       |
| 1982    | JSL2部         | 7位  | 13   | 4        | 5           | 9        | 16   | 26   | 福家三男                         |
| 1983    | JSL2部         | 7位  | 15   | 6        | 3           | 9        | 24   | 27   | 福家三男                         |
| 1984    | JSL2部         | 7位  | 14   | 5        | 4           | 9        | 20   | 30   | 福家三男                         |
| 1985    | JSL2部・東     | _    | 10   | 4        | 2           | 4        | 16   | 12   | 八重樫茂生                       |
| 1985    | JSL2部・下位   | 8位  | 8    | 4        | 0           | 0        | 17   | 2    | 八重樫茂生                       |
| 1986    | JSL2部・東下位 | 10位 | 24   | 11       | 2           | 7        | 37   | 26   | 八重樫茂生                       |
| 1987    | JSL2部・東下位 | 10位 | 22   | 9        | 4           | 7        | 25   | 17   | 八重樫茂生                       |
| 1988-89 | JSL2部・東     | _    | 20   | 8        | 4           | 2        | 22   | 13   | 八重樫茂生                       |
| 1988-89 | JSL2部・上位   | 4位  | 16   | 6        | 4           | 4        | 16   | 15   | 八重樫茂生                       |
| 1989-90 | JSL2部         | 5位  | 55   | 17       | 4           | 9        | 58   | 35   | 八重樫茂生 （総監督）、 来海章   |
| 1990-91 | JSL2部         | 5位  | 51   | 15       | 6           | 9        | 46   | 30   | 八重樫茂生 （総監督）、 来海章   |
| 1991-92 | JSL2部         | 5位  | 59   | 17       | 8           | 5        | 46   | 26   | 来海章                           |
| 1992    | JFL1部         | 6位  | 20   | 5        | 5           | 8        | 19   | 27   | 来海章                           |
| 1993    | JFL1部         | 6位  | _    | 8 (2/0)  | _           | 10 (2/0) | 27   | 37   | 来海章                           |
| 1994    | JFL            | 10位 | _    | 11 (0/0) | _           | 19 (2/1) | 39   | 52   | 沈祥福                           |
| 1995    | JFL            | 12位 | 34   | 11 (1/0) | _           | 19 (4/1) | 45   | 61   | 沈祥福                           |
| 1996    | JFL            | 9位  | 45   | 15 (5/3) | _           | 15 (0/0) | 48   | 45   | 城福浩                           |

- 1996年は「富士通川崎」。
- 「勝」「敗」内の(A/B)は勝敗のうちの（延長試合数/PK試合数）。「-」はそのシーズンに適用規定が無かった方式。延長・PKともに適用されなかったシーズンは( )を省略。
- 1995年と1996年のJFLにおける1試合平均観客数は、1995年が1,129人、1996年が1,720人。出典は「週刊サッカーダイジェスト　2008年J1&J2選手名鑑」。

## タイトル

### リーグ戦
- 日本サッカーリーグ2部
  - 優勝 : 1回 (1976年)
- 関東サッカーリーグ
  - 優勝 : 1回 (1968年)

## チーム記録
- 旧JFLでの最多得点試合
  - 1995年 本田技研戦 ○6-1
- 旧JFLでの最多失点試合
  - 1993年 フジタ戦 ×0-7

## その後
既述の通り、富士通サッカー部は1997年に「川崎フロンターレ」としてJリーグを目指す法人格のプロクラブへと組織を一新し、1999年にはJリーグに新設された2部(J2)に参加し、2000年には念願の1部(J1)昇格を果たした。この時は1年でJ2へ降格したが、2005年にJ1復帰を果たし、以後定着している。なお、富士通（川崎）サッカー部とフロンターレはスポンサー企業・本拠地・所属選手など多くの点で明確な連続性があるが、公式記録では通算して扱われず、フロンターレのクラブ自己紹介でも「クラブヒストリー」の中で「1992年 ジャパンフットボールリーグ加盟」と触れられるだけである。
フロンターレのJリーグ参入ではJSL1部昇格時の主将だった小浜誠二が運営会社の常務として送り込まれてプロジェクトの中心となり、豊富な資金を与えられて積極的な補強策を展開したが、1998年のJ1参入決定予備戦敗退（「博多の森の悲劇」）を含め、その成果はなかなか挙がらなかった。2000年には前年途中に監督に就任しJ1昇格を実現させた松本育夫をクラブの社長とし、自らは副社長として補強の実権を握ったが、その権限を巡って松本との対立が表面化し、シーズン終了後にJ2降格の責任を問われる形で退社した。2001年、運営体制が一新されたクラブには1982年から3シーズン富士通の監督を務めた福家三男が強化本部長(GM)に据えられ、中長期的な戦力強化や運営会社名の変更 などの改革が進められた。
1996年の富士通川崎所属34選手のうち、1997年のフロンターレに登録されたのはムタイルを含む13名で、1999年のJリーグ初年度まで残ったのは伊藤彰・川元正英・久野智昭・小松崎保の4名だった。このうち、J1参入決定予備戦にも出場した川元などはアマチュア契約のまま「社員選手」としてプロ契約選手と一緒にプレーし、1999年限りでの引退後は富士通での社業に専念した。源平貴久も社員選手としてフロンターレに在籍し、1998年限りの引退後は富士通在職のまま母校専修大学のサッカー部でコーチを始め、現在は同部の監督となっている。また、久野は2000年にプロ契約へ切り替え、富士通川崎に在籍した最後のフロンターレ選手として2005年まで現役を続けた後、スカウトやコーチとしてクラブに残っている。一方、小松崎保や伊藤彰は社員選手としてフロンターレでプレーした後、チームからの戦力外通告を受けた際に富士通も退社して他チームでプロ選手となった。
フロンターレへの移行時にムタイル以外のプロ契約選手は全員退団したが、そのうち巻田清一は水戸ホーリーホックの主将に任命され、同時に移籍した3名と共に水戸の創立時メンバーとなった。また、蓮見知弘は東京ガスに移籍し、巻田らと同様に旧JFLでフロンターレと対戦した。
富士通川崎の監督だった城福浩は監督続投の希望が容れられずに富士通での社業専念となったが、プロの指導者としてサッカーに携わる希望が強く、1998年には富士通川崎と同様に同じく旧JFLの企業内部活動（東京ガスサッカー部）からJリーグクラブへの転換を目指す「FC東京設立準備室」に参加するために富士通を退社した。その後、2008年から2010年途中まではFC東京のトップチーム監督となり、フロンターレと対戦した。この他にも富士通からFC東京へ移動したスタッフがおり、この両チームのJリーグでの対戦を「多摩川クラシコ」として盛り上げる共同キャンペーンの素地となった。
一方、城福の下でヘッドコーチを務めていた安部一雄はフロンターレの運営委員となり、その後にU-18チーム監督に就任した。高畠勉も斉藤和夫新監督の下でフロンターレのコーチとなり、その後2008年と2010年には監督となった。富士通川崎でコーチ生活を始めていた岩渕弘幹もフロンターレのコーチへ残留し、現在はフロンターレで育成普及を担当をする傍ら、専修大学サッカー部コーチとして源平監督を補佐している。
沈祥福は中国に帰国した1996年から中国サッカー・スーパーリーグ所属で古巣の北京国安 でコーチ・監督となり、その後は2002年W杯でW杯初出場を果たした中国代表のコーチや2004年アテネ五輪予選のU-23中国代表監督などを務めた。その後は北京国安の監督に復帰するなどの後、2010年には長春亜泰の監督としてAFCチャンピオンズリーグ(ACL)で鹿島アントラーズと対戦した。魏克興は北京国安のコーチとなり、2010年シーズンではACLでフロンターレと対戦した後、9月からシーズン終了まで同クラブの監督を務めた。
この他、富士通サッカー部出身の著名なサッカー指導者としては大木武が挙げられる。大木は1984年から1990/91年まで富士通でプレーし、引退後は母校の東京農業大学サッカー部でコーチを務めた後、1993年に富士通を退社して清水エスパルスのユースチーム監督へ就任した。